# Sonnhofen
Sonnhofen var en kommun i distriktet Hartberg-Fürstenfeld i förbundslandet Steiermark i Österrike. Den bestod av två orter (Ortschaften) (inom parentes invånarantal 1 januari 2024):
- Köppelreith (380)
- Prätis (526)

Kommunen blev den 1 januari 2015 en del av kommunen Pöllau.